# جيرمان بورتون
جيرمان بورتون (بالإنجليزية: Germain Burton)‏ هو دراج بريطاني، ولد في 29 يناير 1995 في لندن في المملكة المتحدة.

## وصلات خارجية
- جيرمان بورتون على موقع الاتحاد الدولي للدراجات (الإنجليزية)
- جيرمان بورتون على موقع أرشيف الدراجات (الإنجليزية)
- جيرمان بورتون على موقع إحصائيات الدراجات الإحترافية (الإنجليزية)
- جيرمان بورتون على موقع نسبة الدراجات (الإنجليزية)